# Sergio Omar Almirón
Sergio Omar Almirón (Rosario, 18 novembre 1958) è un ex calciatore argentino, di ruolo attaccante. Campione del Mondo con la Nazionale argentina nel 1986.
È il padre di Sergio Bernardo Almirón, ex calciatore di ruolo centrocampista, che tra le altre ha militato anche con Udinese, Hellas Verona, Empoli, Juventus, Fiorentina, Bari e Catania.

## Carriera

### Club
Iniziò a giocare nel Newell's Old Boys, rimanendovi per dodici anni e vincendovi un campionato argentino, nel 1987-1988. Trasferitosi al Tours FC in Francia, vi giocò un solo campionato, segnando 8 reti in 29 gare. Tornò nel continente americano giocando dapprima per i Tigres de la U.A.N.L., squadra messicana, e successivamente tornando in Argentina, vestendo la maglia dell'Estudiantes. Nel 1992 giocò con il Central Córdoba, fino al 1994, anno nel quale si ritirò con la maglia del Talleres.

### Nazionale
Partecipò con l'Argentina al vittorioso campionato del mondo 1986, non giocando alcuna partita. Nonostante giocasse come centravanti, Almirón indossò durante la rassegna il numero 1, riservato di norma ai portieri, in quanto in quel periodo nella nazionale argentina era abitudine numerare i giocatori secondo l'ordine alfabetico (una situazione simile capitò anche ai Campionati Mondiali del 1978 e 1982).

## Palmarès

### Club
- Campionato argentino: 1

Newell's Old Boys: 1987-1988

### Nazionale
- Campionato mondiale: 1

Messico 1986

### Individuale
- Capocannoniere della Coppa del Messico: 1

1989-1990 (5 gol, condiviso con Jorge Aravena)